# 페데리코 부르디소
페데리코 부르디소(이탈리아어: Federico Burdisso, 2001년 9월 20일~)는 이탈리아의 수영 선수로 주 종목은 접영이다. 2020년 하계 올림픽에서 접영 200m와 혼계영 부문에서 동메달을 획득했고 세계 선수권 대회에서 금메달 1개, 동메달 1개를 획득했다.

## 경력
부르디소는 2001년 파비아에서 스테파노 부르디소의 아들로 태어났다. 그는 2017년부터 2019년까지 영국 태비스톡에 위치한 마운트 켈리 스쿨에서 수학했고 수영 훈련을 받았다. 마운트 켈리 스쿨 졸업 후에는 미국 시카고 소재의 노스웨스턴 대학교로 진학했다.
2017년에 처음 이탈리아 청소년 국가대표로 발탁된 부르디소는 그 해 6월 이스라엘 네타냐에서 열린 2017년 유럽 주니어 선수권 대회에 참가했다. 그는 200m 접영에서 헝가리의 밀라크 크리슈토프의 뒤를 이어 은메달을 획득했고 접영 100m에서 5위에 올랐다. 또한 토마스 체콘, 니콜로 마르티넨기, 다비데 나르디니와 함께 혼계영 400m 부문에서 우승을 차지했다. 7월에는 헝가리 죄르에서 열린 2017년 유럽 유스 올림픽 페스티벌에 이탈리아 국가대표로 참가했고 금메달 2개, 은메달 2개, 동메달 2개를 획득했다. 이후 같은 해 8월에 미국 인디애나폴리스에서 열린 2017년 세계 주니어 선수권 대회에 참가하여 남자 혼계영 부문에서 러시아의 뒤를 이어 은메달을 획득했다.
이듬해인 2018년 7월에는 핀란드 헬싱키에서 열린 2018년 유럽 주니어 선수권 대회에 참가했으며 같은 해 8월 영국 글래스고에서 열린 2018년 유럽 선수권 대회에 참가했다. 그는 남자 접영 200m 부문에서 헝가리의 밀라크와 켄데레시 터마시의 뒤를 이어 동메달을 획득했다.
2021년 7월에는 일본 도쿄에서 열리는 2020년 하계 올림픽에 이탈리아 국가대표로 참가했고 남자 접영 200m 부문에서 헝가리의 밀라크와 일본의 혼다 도모루의 뒤를 이어 동메달을 획득했다.
2022년 6월에는 헝가리 부다페스트에서 열린 2022년 세계 선수권 대회에 참가했다. 그는 400m 혼계영 결승에서 접영 구간을 50.63초로 역영하여 대표팀의 유럽 기록과 이탈리아 기록(3:27.51)을 경신하며 금메달을 따는 데 기여했다.